# Cobitis fahirae
Cobitis fahirae är en fiskart som beskrevs av Erk'akan, Atalay-ekmekçi och Nalbant, 1998. Cobitis fahirae ingår i släktet Cobitis och familjen nissögefiskar. IUCN kategoriserar arten globalt som livskraftig. Inga underarter finns listade i Catalogue of Life.